# ジョン・アッシュベリー
ジョン・アッシュベリー（John Ashbery、1927年7月28日 - 2017年9月3日）は、アメリカの詩人。ニューヨーク州ロチェスター出身。ジョン・アシュベリーとも表記される。2008年までバード大学の教授を務めた。

## 人物像
20冊以上の詩集を出版しピューリッツァー賞 詩部門、全米批評家協会賞、全米図書賞等ジャンル内の主要賞全てを受賞。他にも各大学で教鞭をとりアメリカ詩選集（1998年版）の編集を任された。これらのことから現代のアメリカを代表する詩人との評価もある。しかし自動供述のような、または前衛的な作風から長年文学界での評価は二分している。
前衛的ではあるものの、まるで読者を寄せ付けない、ということではなく、アッシュベリーの詩で一貫しているのは、「詩で何かを言うつもりがない」ことである。例えば音楽は、聴衆に何かを主張しない。アッシュベリーの詩にあるのも、音楽のように読者を曲(詩)の最後まで牽引する「力」である(ただし、押韻やリズム、強弱など、原文で読んだ場合にこそその力を感じる)。そのための詩の技術は色々使っているが、意味内容的には複数の人がそれぞれしゃべっているふうである。また、パントゥムやセスティナといった伝統的かつ複雑な詩型を取り込むことで、普段自分が使わない言葉が出てくることに期待したり、詩というものについて常に挑戦的かつ実験的であることが特徴である。

## 主な作品
- "Self-portrait in a Convex Mirror"
第27回（1976年）全米図書賞詩部門、全米批評家協会賞詩部門受賞作。

詩集

### Collections
- Turandot and other poems (1953)
- Some Trees (1956), winner of the Yale Younger Poets Prize
- The Tennis Court Oath (1962)
- Rivers and Mountains (1966)
- The Double Dream of Spring (1970)
- Three Poems (1972)
- The Vermont Notebook (1975), illustrated prose poems
- Self-portrait in a Convex Mirror (1975), awarded the Pulitzer Prize, the National Book Award[2] and the National Book Critics Circle Award
- Houseboat Days (1977)
- As We Know (1979)
- Shadow Train (1981)
- A Wave (1984), awarded the Lenore Marshall Poetry Prize and the Bollingen Prize
- April Galleons (1987)
- Flow Chart (1991), book-length poem
- Hotel Lautréamont (1992)
- And the Stars Were Shining (1994)
- Can You Hear, Bird? (1995)
- The Mooring of Starting Out: The First Five Books of Poetry (1997)
- Wakefulness (1998)
- Girls on the Run (1999), a book-length poem inspired by the work of Henry Darger
- Your Name Here (2000)
- As Umbrellas Follow Rain (2001)
- Chinese Whispers (2002)
- Where Shall I Wander (2005) (finalist for the National Book Award)[3]
- Notes from the Air: Selected Later Poems (2007) (winner of the 2008 International Griffin Poetry Prize)
- A Worldly Country (2007)
- Planisphere (2009)
- Collected Poems 1956-87 (Carcanet Press) (2010), ed. Mark Ford
- Quick Question (2012)
- Breezeway (2015)
- Commotion of the Birds (2016)
- They Knew What They Wanted: Collages and Poems (2018)

## 邦訳
- 『波ひとつ』佐藤紘彰訳 書肆山田, 1991
- 『ジョン・アッシュベリー詩集』大岡信,飯野友幸訳 思潮社 1993 アメリカ現代詩共同訳詩シリーズ
- 『アメリカ名詩選』亀井俊介,川本皓嗣編 岩波書店 1993
- 『アメリカの詩を読む』川本皓嗣岩波書店 1998 岩波セミナーブックス75